# 十大名寺
十大名寺（じゅうだいめいじ、拼音：shídàmíngsì〈音写：シィータァーミィンスゥ〉）とは、中国において、最も隆盛している寺院を名数10で束ねた評価をいう。英語名は "Ten famous temples"。日本語では「中国十大名寺」ともいう。
名数10の選定を巡ってはさまざまな説がある。そもそも、歴史上いつから謳われ始めたのかも定かでなく、現代中国（中華人民共和国）になって観光目的で設けられた名数とも考えられている。

## 十大名寺一覧
湖南地図出版社（簡: 湖南地图出版社）が国内向けで2005年4月に出版した『中国地図冊（簡: 中国地图册）』によれば、十大名寺は次のとおりである（※2015年1月刊行の改訂版あり）。なお、百度百科ではこのリストを「説法二」として記しており、別のリストを「説法一」として記している。ただ、出典を欠き、論拠未確認のため、注釈にて記載するに留める。
- 河南白馬寺
- 河南少林寺
- 浙江霊隠寺
- 浙江国清寺
- 江蘇大明寺
- 江蘇栖霞寺
- 江西東林寺
- 陝西法門寺
- 福建南普陀寺

蘇州寒山寺、開封相国寺をこれに加えるべきとするなどの説もある。